# 亨里克九世 (格沃古夫)
亨里克九世（波蘭語：Henryk IX Starszy，約1390年—1467年11月11日），格沃古夫公爵，亨里克八世的次子，1397年至1467年在位。

## 家庭
1430年左右，亨里克九世與奧萊希尼察公爵康拉德三世的女兒雅德薇加結婚，兩人共有1子1女：
1. 亨里克（約1435年—1476年）
2. 安娜（約1435年—1483年）